# Adrian Alphona
Adrian Alphona est un dessinateur de bande dessinée canadien travaillant pour l'industrie du comic book. Il est surtout connu pour avoir co-crée Les Fugitifs avec Brian K. Vaughan en 2003.

## Principaux travaux
- Runaways n°1-10 et 13-18, avec Brian K. Vaughan, 2003-2004.
- Runaways vol. 2 n°1-6, 9-18 et 22-23, avec Brian K. Vaughan, 2005-2007.
- Uncanny X-Force n°3-12, avec Sam Humphries, 2013.
- Ms. Marvel n°1-5, 8-11 et 16-17, avec G. Willow Wilson, 2014-2015.

## Prix et récompenses
- 2006 : Prix Harvey de la meilleure série pour Les Fugitifs (avec Brian K. Vaughan)
- 2015 : 
  - Prix Hugo de la meilleure histoire graphique pour Miss Marvel, vol. 1 : No Normal (avec Jake Wyatt et G. Willow Wilson)
  -  Prix Joe Shuster du meilleur dessinateur pour Miss Marvel
- 2016 :  Prix de la série du festival d'Angoulême pour Miss Marvel (avec G. Willow Wilson)